# Thứ trưởng Bộ Quốc phòng (Việt Nam)
Thứ trưởng Bộ Quốc phòng Việt Nam chịu trách nhiệm giúp việc cho Bộ trưởng Bộ Quốc phòng Việt Nam trong chỉ huy, điều hành, quản lý, xây dựng quân đội và các nhiệm vụ khác được Bộ trưởng phân công.

## Bổ nhiệm, miễn nhiệm và cách chức
Tại Điều 25, thẩm quyền quyết định đối với sĩ quan thì Thủ tướng Chính phủ có quyền bổ nhiệm, miễn nhiệm, cách chức Thứ trưởng Bộ Quốc phòng theo sự đề nghị của Bộ trưởng Bộ Quốc phòng.
Theo Luật Tổ chức Chính phủ năm 2015, tại Điều 38 quy định số lượng Thứ trưởng Bộ Quốc phòng là không quá 06.
- Thứ trưởng kiêm Tổng Tham mưu trưởng.
- Thứ trưởng phụ trách phòng không - không quân, công tác kỹ thuật, nghiên cứu khoa học và công nghệ quân sự, thanh tra, kiểm tra, cải cách hành chính, công tác lịch sử quân sự, công tác dân số, gia đình và trẻ em, thanh niên, phụ nữ.
- Thứ trưởng phụ trách hải quân, cảnh sát biển, công tác công nghiệp quốc phòng và các chương trình, dự án nghiên cứu, phát triển công nghiệp quốc phòng, sản xuất vũ khí, trang bị.
- Thứ trưởng phụ trách công tác tình báo, đối ngoại, biên giới, bảo vệ Lăng Chủ tịch Hồ Chí Minh, tham gia lực lượng gìn giữ hòa bình Liên hợp quốc.
- Thứ trưởng phụ trách công tác tư pháp, pháp chế, công tác thi hành pháp luật về xử lý vi phạm hành chính.
- Thứ trưởng phụ trách công tác tài chính, kinh tế, hậu cần; kế hoạch đầu tư, xây dựng doanh trại, đầu tư xây dựng cơ bản; chính sách về nhà ở quân đội; các khu Kinh tế - Quốc phòng; bảo hiểm xã hội.

## Quân hàm
Theo Luật Sĩ quan Quân đội nhân dân Việt Nam sửa đổi, bổ sung năm 2014 tại Điều 15 thì chức vụ Thứ trưởng Bộ Quốc phòng có cấp bậc quân hàm cao nhất là Thượng tướng/ Đô đốc Hải quân.

## Tiêu chuẩn nội bộ Đảng Cộng sản Việt Nam cho ứng viên Thứ trưởng
Theo Quy định số 89-QĐ/TW ngày 19 tháng 12 năm 2017 của Ban Chấp hành Trung ương Đảng, tại Phụ lục 1, Mục II, Tiểu mục 3 và tại Điều 5, Điều 13 thì chức vụ Thứ trưởng Bộ Quốc phòng có thời hạn giữ chức vụ là 5 năm và thuộc diện thẩm quyền Ban Bí thư quản lý, đánh giá, bố trí, giới thiệu ứng cử, chỉ định; quy hoạch, đào tạo, bồi dưỡng; điều động, luân chuyển, bổ nhiệm, miễn nhiệm, cho thôi giữ chức, đình chỉ chức vụ; khen thưởng, kỷ luật.
Theo Quy định số 89-QĐ/TW ngày 4 tháng 8 năm 2017 và Quy định số 90-QĐ/TW ngày 4 tháng 8 năm 2017 của Ban Chấp hành Trung ương Đảng thì tiêu chuẩn chung của chức vụ Thứ trưởng Bộ Quốc phòng bao gồmː
1. Về chính trị tư tưởngː Trung thành với Tổ quốc, Đảng, Nhà nước. Lập trường bản lĩnh chính trị vững vàng.[7]
2. Về đạo đức, lối sốngː Mẫu mực, trung thực, khiêm tốn, chân thành, cần, kiệm, liêm chính, chí công vô tư.[7]
3. Về trình độː Tốt nghiệp đại học trở lên (chuyên về lĩnh vực quân sự).[7]
4. Về năng lực và uy tínː Có tư duy đổi mới, tầm nhìn chiến lược; phương pháp làm việc khoa học; nhạy bén chính trị; có năng lực cụ thể hóa và lãnh đạo, chỉ đạo, tổ chức thực hiện có hiệu quả. Là hạt nhân quy tụ được cán bộ, đảng viên, quần chúng nhân dân tin tưởng, tín nhiệm cao.[7]
5. Sức khỏe, độ tuổi và kinh nghiệmː Đủ sức khỏe, đã kinh qua và hoàn thành tốt chức trách, nhiệm vụ của chức danh lãnh đạo, quản lý chủ chốt cấp dưới trực tiếp ở đây; có nhiều kinh nghiệm thực tiễn. Theo quy định của Đảng, độ tuổi bổ nhiệm từ 30 tuổi và không quá 60 tuổi. [7]
6. Quân hàm: Quân hàm từ Thiếu tướng Quân đội hoặc Chuẩn Đô đốc trở lên. [7]

Theo Nghị quyết số 26-NQ/TW ngày 19/5/2018 tại phần III, mục 2 có quy định cán bộ lãnh đạo chủ chốt cấp trên phải kinh qua vị trí chủ chốt cấp dưới (Tư lệnh Quân khu, Tư lệnh Quân đoàn, Tư lệnh Quân chủng Phòng không - Không quân, Tư lệnh Quân chủng Hải quân, Tư lệnh Bộ đội Biên phòng, Tư lệnh Cảnh sát biển), trường hợp đặc biệt do cấp có thẩm quyền xem xét, quyết định.

## Nhiệm vụ chung
Theo Thông tư số 52/2017/TT-BQP ngày 10 tháng 3 năm 2017 của Bộ Quốc phòng về Quy chế làm việc của Bộ Quốc phòng tại Điều 4 có quy định về trách nhiệm, phạm vi và cách thức giải quyết công việc của Thứ trưởng Bộ Quốc phòng cụ thể như sauː
- Chịu trách nhiệm cao nhất trước Bộ trưởng đối với lĩnh vực được phân công hoặc công việc được giao.[9]
- Chỉ đạo việc thực hiện quản lý nhà nước về lĩnh vực quốc phòng, xây dựng văn bản quy phạm pháp luật, chiến lược quốc phòng, chiến lược quân sự, quy hoạch, kế hoạch phòng thủ đất nước, đề án, dự án và các văn bản quản lý khác thuộc phạm vi được Bộ trưởng phân công[9]
- Ký thay Bộ trưởng các văn bản thuộc thẩm quyền của Bộ trưởng trong phạm vi các lĩnh vực, công việc được Bộ trưởng phân công[9]
- Giúp Bộ trưởng giải quyết khiếu nại, tố cáo theo quy định của pháp luật.[9]
- Thực hiện các nhiệm vụ khác theo quy định của pháp luật.[9]

## Thứ trưởng kiêm Tổng Tham mưu trưởng
Xem chi tiết: Tổng tham mưu trưởng Quân đội nhân dân Việt Nam
| Họ và tên (năm sinh–năm mất)   | Thời gian đảm nhiệm | Bộ trưởng                    | Cấp bậc cao nhất | Chức vụ cao nhất                                                        |
| ------------------------------ | ------------------- | ---------------------------- | ---------------- | ----------------------------------------------------------------------- |
| Hoàng Văn Thái (1915–1986)     | 1945–1953           | Võ Nguyên Giáp               | Đại tướng        | Ủy viên Trung ương Đảng                                                 |
| Văn Tiến Dũng (1917–2002)      | 1953–1978           | Võ Nguyên Giáp               | Đại tướng        | Ủy viên Bộ Chính trị Bộ trưởng Bộ Quốc phòng                            |
| Lê Trọng Tấn (1914–1986)       | 1978–1986           | Võ Nguyên Giáp Văn Tiến Dũng | Đại tướng        | Ủy viên Trung ương Đảng                                                 |
| Lê Đức Anh (1920–2019)         | 1986-1987           | Văn Tiến Dũng                | Đại tướng        | Cố vấn Ban Chấp hành Trung ương Đảng Ủy viên Bộ Chính trị Chủ tịch nước |
| Đoàn Khuê (1923–1999)          | 1987–1991           | Lê Đức Anh                   | Đại tướng        | Ủy viên Bộ Chính trị Bộ trưởng Bộ Quốc phòng                            |
| Đào Đình Luyện (1929–1999)     | 1991–1995           | Đoàn Khuê                    | Thượng tướng     | Ủy viên Trung ương Đảng                                                 |
| Phạm Văn Trà (1935–)           | 1995–1997           | Đoàn Khuê                    | Đại tướng        | Ủy viên Bộ Chính trị Bộ trưởng Bộ Quốc phòng                            |
| Đào Trọng Lịch (1939–1998)     | 1997–1998           | Phạm Văn Trà                 | Trung tướng      | Ủy viên Trung ương Đảng                                                 |
| Lê Văn Dũng (1945–)            | 1998–2001           | Phạm Văn Trà                 | Đại tướng        | Bí thư Trung ương Đảng                                                  |
| Phùng Quang Thanh (1949–2021)  | 2001–2006           | Phạm Văn Trà                 | Đại tướng        | Ủy viên Bộ Chính trị Bộ trưởng Bộ Quốc phòng                            |
| Nguyễn Khắc Nghiên (1951–2010) | 2006–2010           | Phùng Quang Thanh            | Thượng tướng     | Ủy viên Trung ương Đảng                                                 |
| Đỗ Bá Tỵ (1954–)               | 2010–2016           | Phùng Quang Thanh            | Đại tướng        | Ủy viên Trung ương Đảng Phó Chủ tịch Quốc hội                           |
| Phan Văn Giang (1960–)         | 2016–2021           | Ngô Xuân Lịch                | Đại tướng        | Ủy viên Bộ Chính trị (2021–nay) Bộ trưởng Bộ Quốc phòng (2021–nay)      |
| Nguyễn Tân Cương (1966–)       | 2021–nay            | Phan Văn Giang               | Đại tướng        | Ủy viên Trung ương Đảng (2016–nay)                                      |

## Thứ trưởng Bộ Quốc phòng
| Họ tên (năm sinh–năm mất)      | Thời gian đảm nhiệm | Bộ trưởng                               | Cấp bậc cao nhất | Chức vụ cao nhất                                                      |
| ------------------------------ | ------------------- | --------------------------------------- | ---------------- | --------------------------------------------------------------------- |
| Võ Nguyên Giáp (1911–2013)     | 1945–1946           | Chu Văn Tấn                             | Đại tướng        | Ủy viên Bộ Chính trị                                                  |
| Tạ Quang Bửu (1910–1986)       | 1946–1947 1948-1961 | Phan Anh Võ Nguyên Giáp                 |                  | Bộ trưởng Bộ quốc phòng                                               |
| Nguyễn Văn Vịnh (1918–1978)    | 1959–1960           | Võ Nguyên Giáp                          | Trung tướng      | Ủy viên dự khuyết Trung ương Đảng                                     |
| Trần Quý Hai (1913–1985)       | 1961–1978           | Võ Nguyên Giáp                          | Thượng tướng     | Ủy viên Trung ương Đảng                                               |
| Song Hào (1917–2004)           | 1961–1982           | Võ Nguyên Giáp Văn Tiến Dũng            | Thượng tướng     | Bí thư Trung ương Đảng Bộ trưởng Bộ Thương binh và Xã hội             |
| Trần Sâm (1918–2009)           | 1963–1965           | Võ Nguyên Giáp                          | Thượng tướng     | Ủy viên Trung ương Đảng                                               |
| Nguyễn Đôn (1918–1986)         | 1968–1972           | Võ Nguyên Giáp                          | Trung tướng      | Ủy viên dự khuyết Trung ương Đảng                                     |
| Hoàng Văn Thái (1915–1986)     | 1974–1986           | Võ Nguyên Giáp Văn Tiến Dũng            | Đại tướng        | Ủy viên Trung ương Đảng                                               |
| Đinh Đức Thiện (1914–1986)     | 1974–1976           | Võ Nguyên Giáp Văn Tiến Dũng            | Thượng tướng     | Ủy viên Trung ương Đảng                                               |
| Đồng Sĩ Nguyên (1923–2019)     | 1976–1977           | Võ Nguyên Giáp                          | Trung tướng      | Ủy viên Bộ Chính trị Phó Thủ tướng Chính phủ                          |
| Vũ Xuân Chiêm (1923–2012)      | 1976-1987           | Võ Nguyên Giáp Văn Tiến Dũng            | Trung tướng      | Thứ trưởng Bộ Quốc phòng                                              |
| Bùi Phùng (1920–1999)          | 1977–1989           | Võ Nguyên Giáp Văn Tiến Dũng Lê Đức Anh | Thượng tướng     | Ủy viên Trung ương Đảng                                               |
| Đặng Vũ Hiệp (1928–2008)       | 1977–1984           | Võ Nguyên Giáp Văn Tiến Dũng Lê Đức Anh | Thượng tướng     | Ủy viên Trung ương Đảng                                               |
| Hoàng Thế Thiện (1922–1995)    | 1977–1982           | Võ Nguyên Giáp Văn Tiến Dũng Lê Đức Anh | Thiếu tướng      | Ủy viên dự khuyết Trung ương Đảng Trưởng ban Ban B.68 Trung ương Đảng |
| Lê Trọng Tấn (1914–1986)       | 1978–1986           | Võ Nguyên Giáp Văn Tiến Dũng Lê Đức Anh | Đại tướng        | Ủy viên Trung ương Đảng                                               |
| Trần Văn Trà (1919–1996)       | 1978–1982           | Võ Nguyên Giáp Văn Tiến Dũng Lê Đức Anh | Thượng tướng     | Ủy viên Trung ương Đảng                                               |
| Lê Quang Hòa (1914–1993)       | 1980–1986           | Văn Tiến Dũng                           | Thượng tướng     | Ủy viên Trung ương Đảng                                               |
| Lê Đức Anh (1920–2019)         | 1981–1986           | Văn Tiến Dũng                           | Đại tướng        | Chủ tịch nước Cộng hòa xã hội chủ nghĩa Việt Nam                      |
| Trần Văn Quang (1917–2013)     | 1981–1992           | Văn Tiến Dũng Lê Đức Anh Đoàn Khuê      | Thượng tướng     | Ủy viên dự khuyết Trung ương Đảng                                     |
| Đoàn Khuê (1923–1999)          | 1987–1991           | Lê Đức Anh                              | Đại tướng        | Ủy viên Bộ Chính trị                                                  |
| Nguyễn Chơn (1927–2015)        | 1987–1994           | Lê Đức Anh Đoàn Khuê                    | Thượng tướng     | Ủy viên Trung ương Đảng                                               |
| Nguyễn Trọng Xuyên (1926–2012) | 1989–1999           | Lê Đức Anh Đoàn Khuê Phạm Văn Trà       | Thượng tướng     | Ủy viên Trung ương Đảng                                               |
| Nguyễn Thới Bưng (1927–2014)   | 1992–1997           | Đoàn Khuê                               | Trung tướng      | Ủy viên Trung ương Đảng                                               |
| Phan Thu (1931–)               | 1993–1997           | Đoàn Khuê                               | Trung tướng      | Ủy viên dự khuyết Trung ương Đảng                                     |
| Trần Hanh (1932–)              | 1996–2000           | Đoàn Khuê Phạm Văn Trà                  | Trung tướng      | Ủy viên Trung ương Đảng                                               |
| Trương Khánh Châu (1934–2019)  | 1996–2001           | Đoàn Khuê Phạm Văn Trà                  | Trung tướng      | Thứ trưởng Bộ Quốc phòng                                              |
| Nguyễn Văn Rinh (1942–)        | 1998–2007           | Phạm Văn Trà Phùng Quang Thanh          | Thượng tướng     | Ủy viên Trung ương Đảng                                               |
| Nguyễn Huy Hiệu (1947–)        | 1998–2011           | Phạm Văn Trà Phùng Quang Thanh          | Thượng tướng     | Ủy viên Trung ương Đảng                                               |
| Nguyễn Văn Được (1946–)        | 1998–2011           | Phạm Văn Trà Phùng Quang Thanh          | Thượng tướng     | Ủy viên Trung ương Đảng                                               |
| Phan Trung Kiên (1946–)        | 2002–2011           | Phạm Văn Trà Phùng Quang Thanh          | Thượng tướng     | Ủy viên Trung ương Đảng                                               |
| Nguyễn Khắc Nghiên (1951–2010) | 2006                | Phùng Quang Thanh                       | Thượng tướng     | Ủy viên Trung ương Đảng                                               |
| Nguyễn Văn Hiến (1954–)        | 2009–2016           | Phùng Quang Thanh                       | Đô đốc           | Ủy viên Trung ương Đảng                                               |
| Trương Quang Khánh (1953–)     | 2009–2016           | Phùng Quang Thanh                       | Thượng tướng     | Ủy viên Trung ương Đảng                                               |
| Nguyễn Chí Vịnh (1959–2023)    | 2009–2021           | Phùng Quang Thanh Ngô Xuân Lịch         | Thượng tướng     | Ủy viên Trung ương Đảng                                               |
| Lê Hữu Đức (1955–)             | 2010–2016           | Phùng Quang Thanh                       | Thượng tướng     | Ủy viên Trung ương Đảng                                               |
| Nguyễn Thành Cung (1953–2022)  | 2011–2016           | Phùng Quang Thanh                       | Thượng tướng     | Ủy viên Trung ương Đảng                                               |
| Võ Trọng Việt (1957–)          | 2015–2016           | Phùng Quang Thanh                       | Thượng tướng     | Ủy viên Trung ương Đảng                                               |
| Trần Đơn (1958–)               | 2015–2021           | Phùng Quang Thanh Ngô Xuân Lịch         | Thượng tướng     | Ủy viên Trung ương Đảng                                               |
| Bế Xuân Trường (1957–)         | 2015–2021           | Phùng Quang Thanh Ngô Xuân Lịch         | Thượng tướng     | Ủy viên Trung ương Đảng                                               |
| Lê Chiêm (1958–)               | 2015–2021           | Phùng Quang Thanh Ngô Xuân Lịch         | Thượng tướng     | Ủy viên Trung ương Đảng                                               |
| Nguyễn Tân Cương (1966–)       | 2020–nay            | Ngô Xuân Lịch Phan Văn Giang            | Thượng tướng     | Ủy viên Trung ương Đảng (2016–nay)                                    |
| Vũ Hải Sản (1961–)             | 2020–nay            | Ngô Xuân Lịch Phan Văn Giang            | Thượng tướng     | Ủy viên Trung ương Đảng (2016–nay)                                    |
| Hoàng Xuân Chiến (1961–)       | 2020–nay            | Ngô Xuân Lịch Phan Văn Giang            | Thượng tướng     | Ủy viên Trung ương Đảng (2016–nay)                                    |
| Phạm Hoài Nam (1967–)          | 2020–nay            | Ngô Xuân Lịch Phan Văn Giang            | Thượng tướng     | Ủy viên Trung ương Đảng (2016–nay)                                    |
| Lê Huy Vịnh (1961–)            | 2020–nay            | Ngô Xuân Lịch Phan Văn Giang            | Thượng tướng     | Ủy viên Trung ương Đảng (2016–nay)                                    |
| Võ Minh Lương (1963)           | 2020–nay            | Ngô Xuân Lịch Phan Văn Giang            | Thượng tướng     | Ủy viên Trung ương Đảng (2016–nay)                                    |
| Nguyễn Hồng Thái (1969)        | 2025–nay            | Phan Văn Giang                          | Thượng tướng     | Ủy viên Trung ương Đảng (2021–nay)                                    |
| Nguyễn Trường Thắng (1970)     | 2025–nay            | Phan Văn Giang                          | Thượng tướng     | Ủy viên Trung ương Đảng (2021–nay)                                    |
| Nguyễn Văn Hiền (1967)         | 2025–nay            | Phan Văn Giang                          | Thượng tướng     | Ủy viên Trung ương Đảng (2021–nay)                                    |